# Skærbæk (Flensborg)
 For alternative betydninger, se Skærbæk. (Se også artikler, som begynder med Skærbæk)
Skærbæk (dansk) eller Scherrebek (tysk) er en å i Flensborg by i Sydslesvig i det nordlige Tyskland. Skærbækken har tilløb af vandløbene Jaruplund Å og Flenså. Ved grænsen til Flensborg midtby passerede åen op til 1900-tallet Store og Lille Mølledam og udmundede ved havnespidsen i Flensborg Fjord. Bækkens nedre løb kaldtes også for Mølleåen eller Møllestrømmen. Navnet skyldtes en række vandmøller, der op til begyndelsen af 1900-tallet udnyttede Skærbækkens vandenergi. I 1900-tallet blev mølledammene dog opfyldt, Skærbækken blev overbygget og forsvandt for størstedelens vedkommende fra bybilledet. En underjordisk undersøgelse af det sidste afsnit af den rørlagte Møllestrøm fra Havnespidsen hen mod Rådhuset i maj 2021 viste imidlertid flere revner i betondækket.
I middelalderen dannede Skærbækken og Flensborg Fjord grænsen mellem Vis Herred i vest og Husby Herred i øst. I 1398 fik Flensborg byråd af grev Gerhard tilskødet skoven Rude, hvormed bymarkens område blev udvidet i større udstrækning mod syd. Skærbækken og dens tilløb blev dog undtaget, således at Møllestrømmen og Mølledammene indtil indlemmelsen i 1874 stod uden for Flensborg bys administration. Den lidt syd for byens centrum mellem Rude og Sophiegård beliggende og cirka 20 hektar store Skærbækdal er i dag et fredet område med åbne vand, små bæktilløb, enge, skov, krat og levende hegn.